# Општина Карпинет (Бихор)
Карпинет (рум. Cărpinet) општина је у Румунији у округу Бихор.
Oпштина се налази на надморској висини од 401 m.